# Setnica, Medvode
Setnica je naselje v Občini Medvode.